# 王好为
王好为（1940年4月6日—），原籍山东潍坊，生于重庆，中国导演、编剧。2005年被中华人民共和国人事部、国家广播电影电视总局评为优秀电影艺术家。

## 家庭
丈夫李晨声。